# Sermylassa halensis
Sermylassa halensis är en skalbaggsart som först beskrevs av Carl von Linné 1767.  Sermylassa halensis ingår i släktet Sermylassa, och familjen bladbaggar. Arten är reproducerande i Sverige.

## Bildgalleri

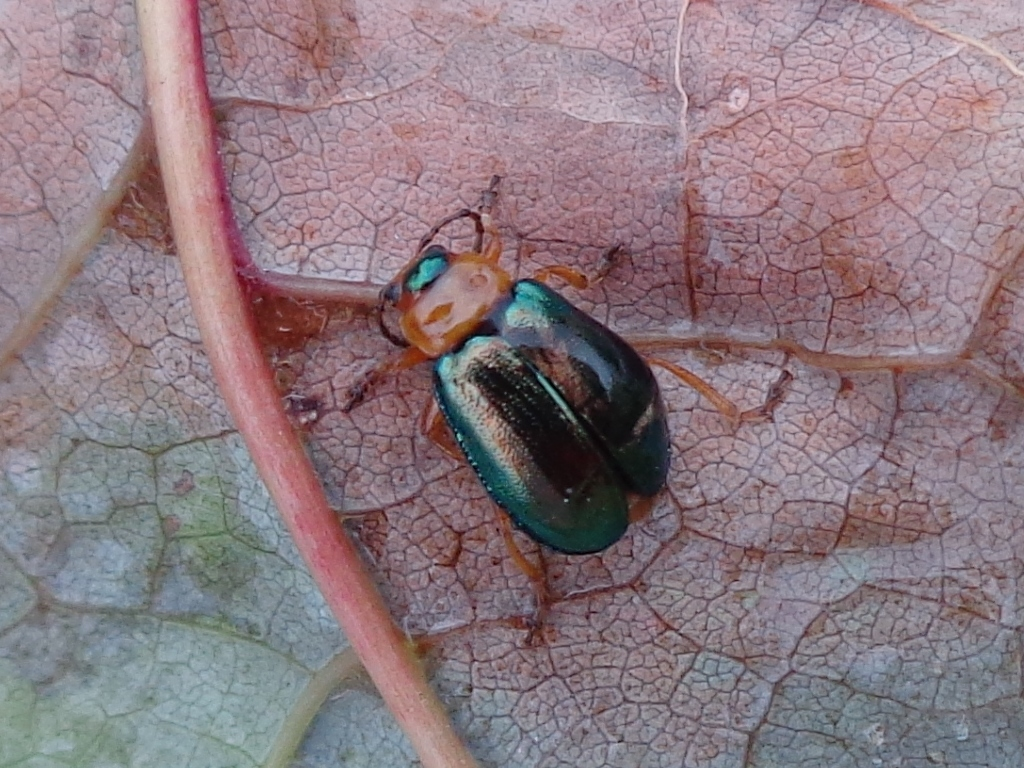
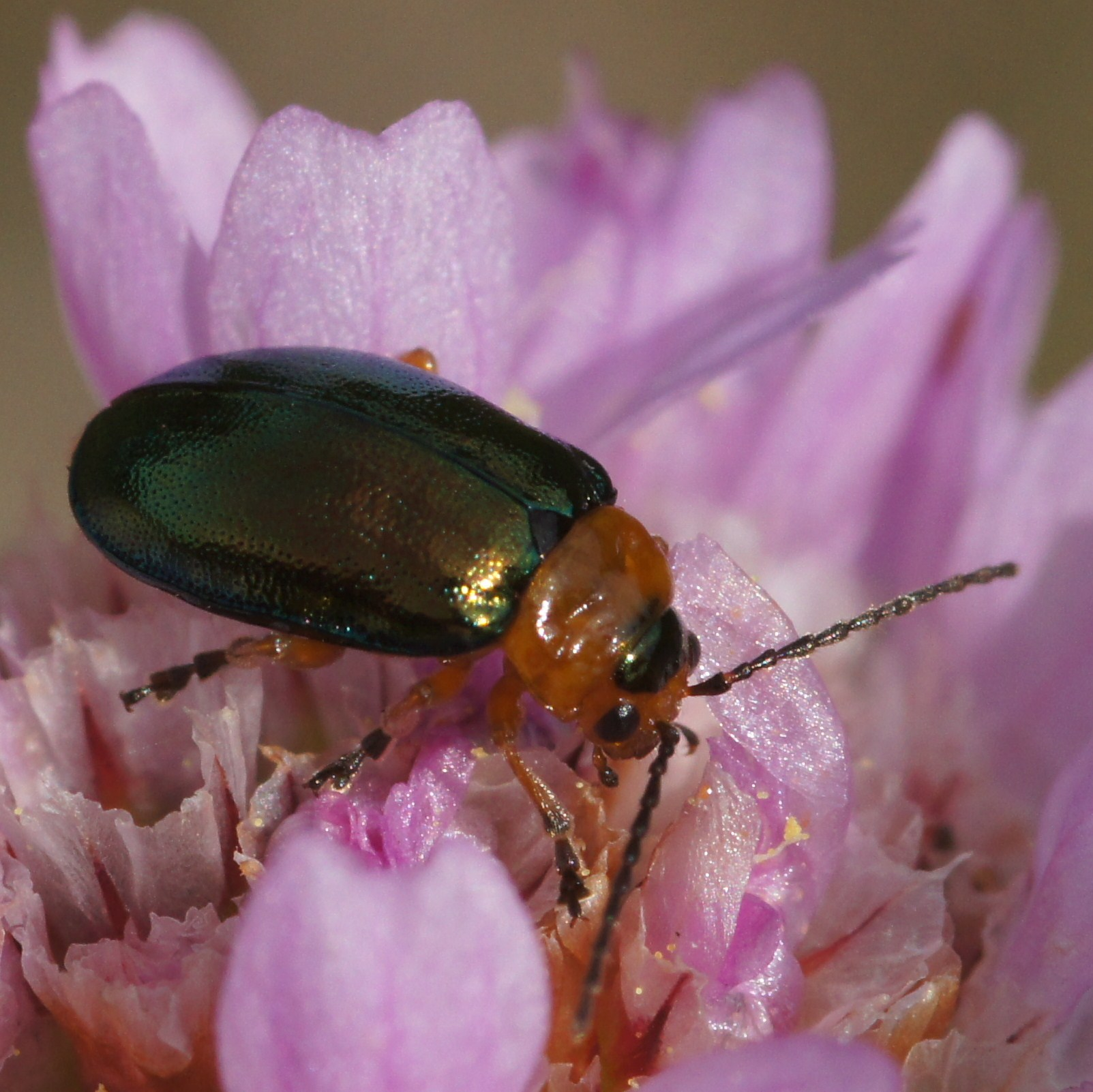